# Karlavägen
Karlavägen est une rue du quartier d'Östermalm de Stockholm en Suède,.

## Situation
Karlavägen est une esplanade du centre-ville de Stockholm. La rue s'étend de Birger Jarlsgatan à Oxenstiernsgatan. Entre Birger Jarlsgatan et Engelbrektsgatan, Karlavägen est une rue ordinaire bordée de larges trottoirs plantés d'arbres. 
Pour le reste, c'est une large avenue avec un sentier piétonnier au milieu. Karlavägen est temporairement interrompue à Karlaplan.
Karlavägen a reçu son nom en 1885, elle mesure 2,5 kilomètres de long.
Karlavägen est bordée, entre-autres, par le parc Ellen Key et par l'Humlegården.

## Bâtiments
- 11, Skatan 1
- 13, Église anglicane de Stockholm, columbarium
- 25, Tyska skolan
- 27,  Atelier d'Axel Swinhufvud
- 27, Pharmacie Älgen
- 29, Ambassade de Bulgarie
- 31, Natur & Kultur
- 31, Skogsindustrihuset
- 33, Adelsköldska villan
- 35, Ambassade de Pologne
- 37, Ambassade de Malaisie
- 40, Strindbergshuset
- 51, Pharmacie Elefanten
- 53, Veterinärinstitutet
- 54, Cinéma Esplanad
- 78, Minan 9
- 81, Falkmanska villan
- 85, Vedbäraren 18
- 98, Archives nationales (sv)
- 96-112, Garnisonen

## Transports en commun
Karlavägen est desservie par plusieurs lignes de bus. Les arrêts de bus se trouvent sur Karlavägen à Radiohuset (ligne 4), Garnisonen (ligne 4), Karlaplan (ligne 67), Skeppargatan (ligne 67), Nybrogatan (lignes 1 et 67), Humlegården (lignes 1 et 67) et Runebergsplan (ligne 67). 
Le métro de Stockholm dispose de deux stations avec une entrée dans le rue Karlavägen. 
La station Karlaplan est sur la ligne T13 et la station Stadion est sur la ligne T14 du métro de Stockholm.

## Galerie

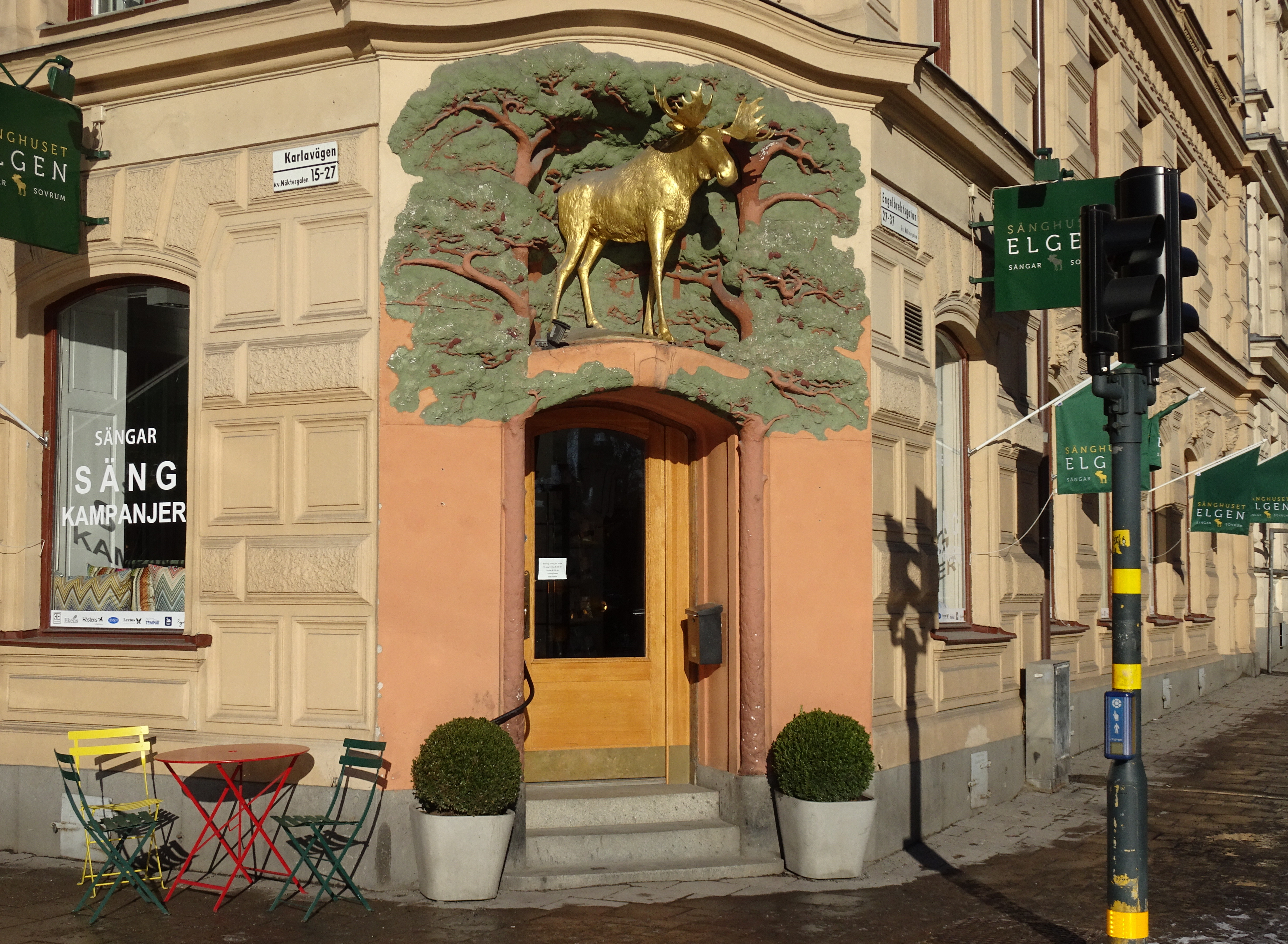
Pharmacie Älgen.
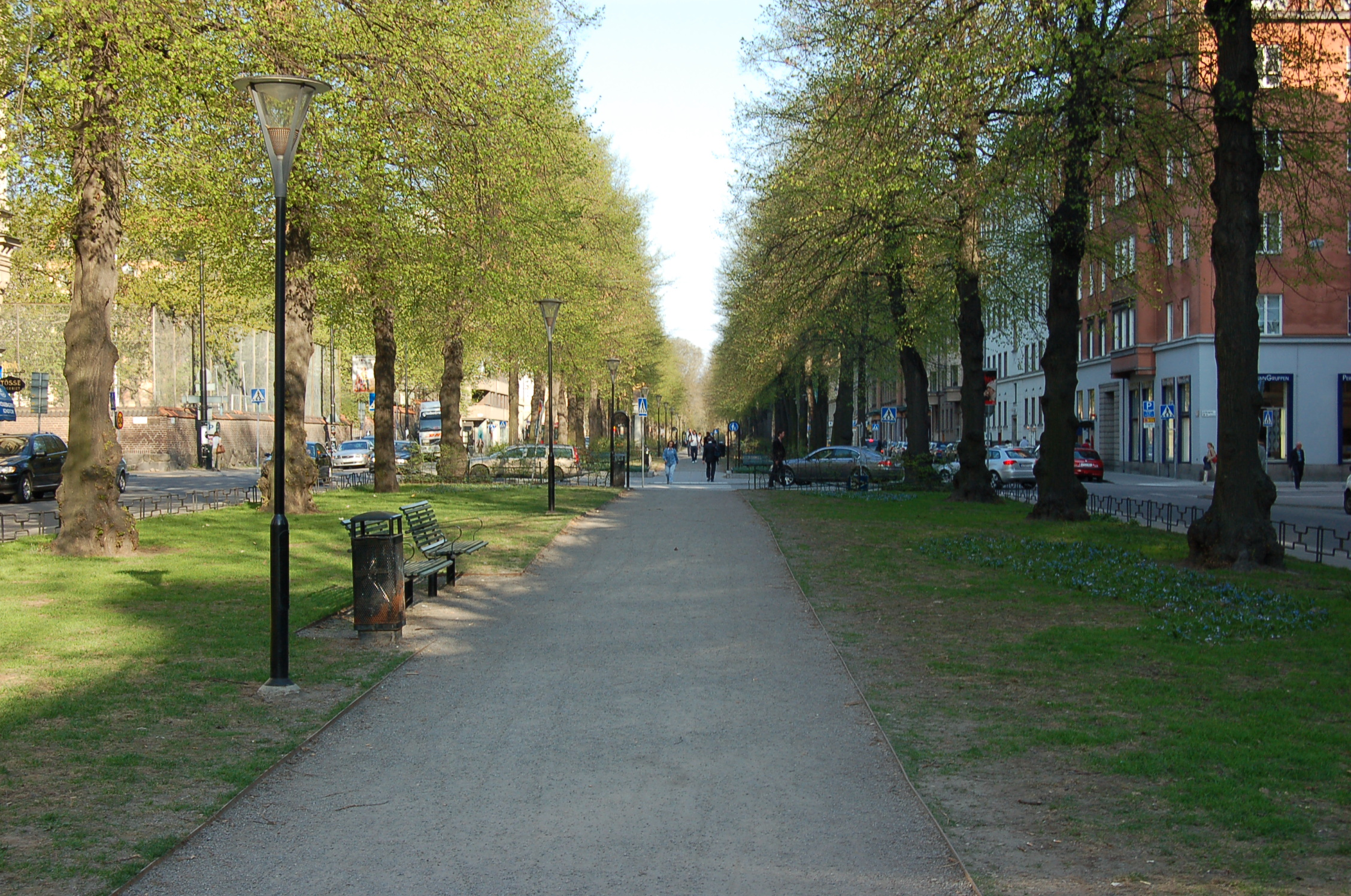
Karlavägen, partie orientale de l'avenue.
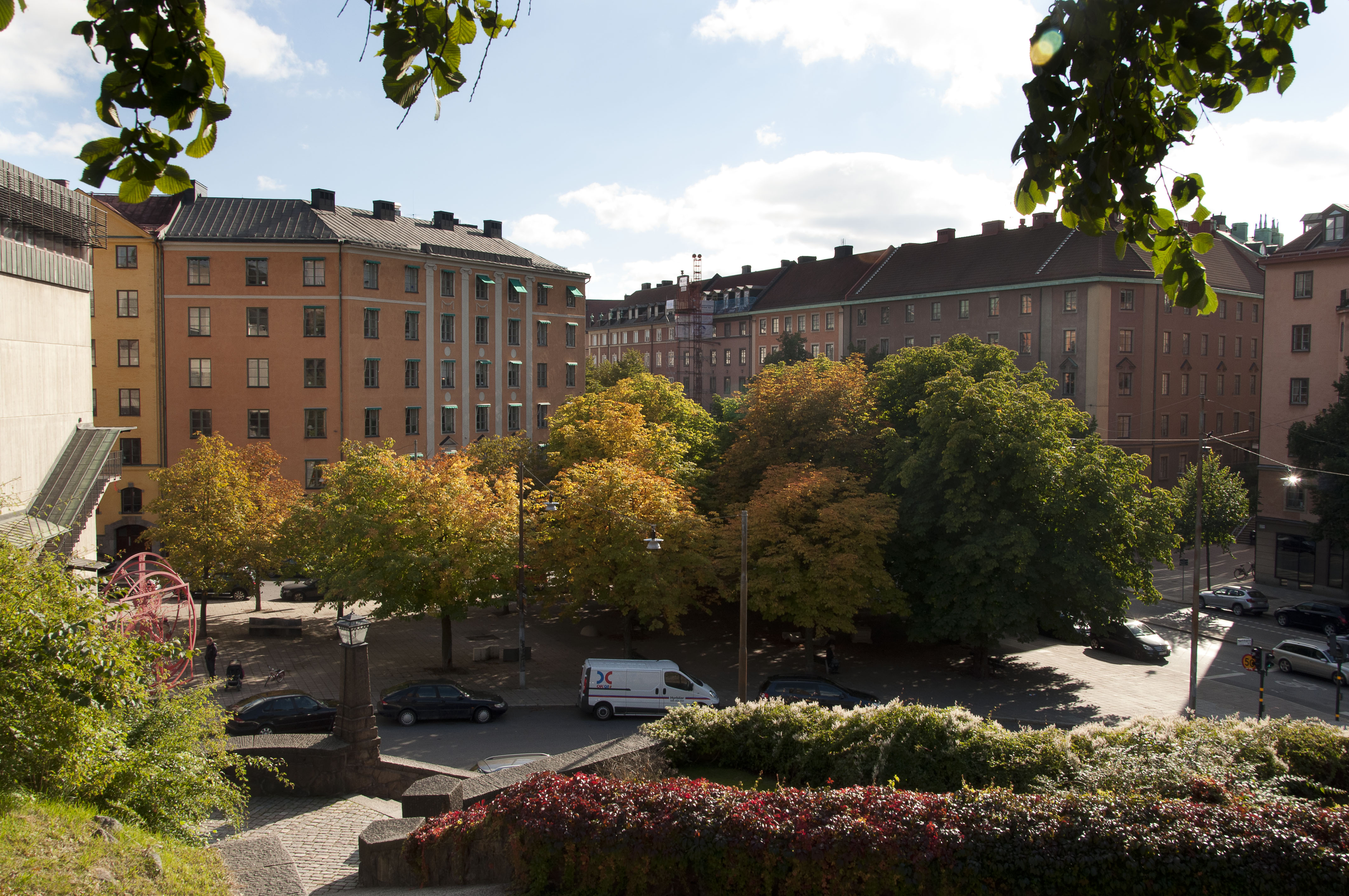
Karlavägen vue de l'Engelbrektskyrkan.
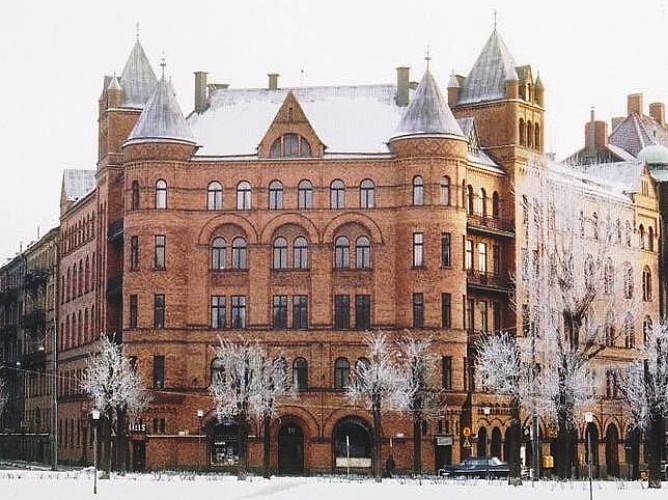
Maison Strindberg.

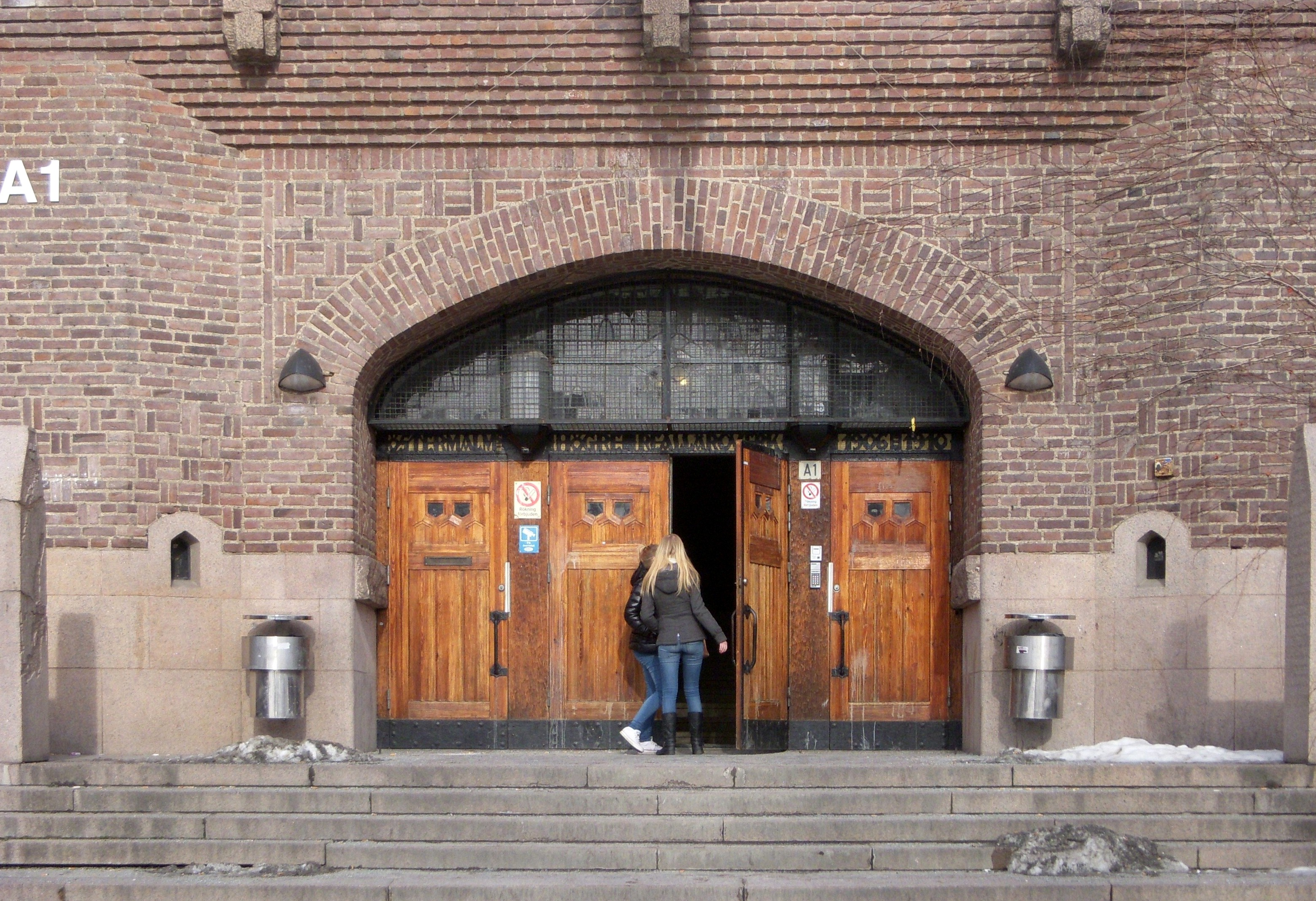
Lycée d'Östermalm.
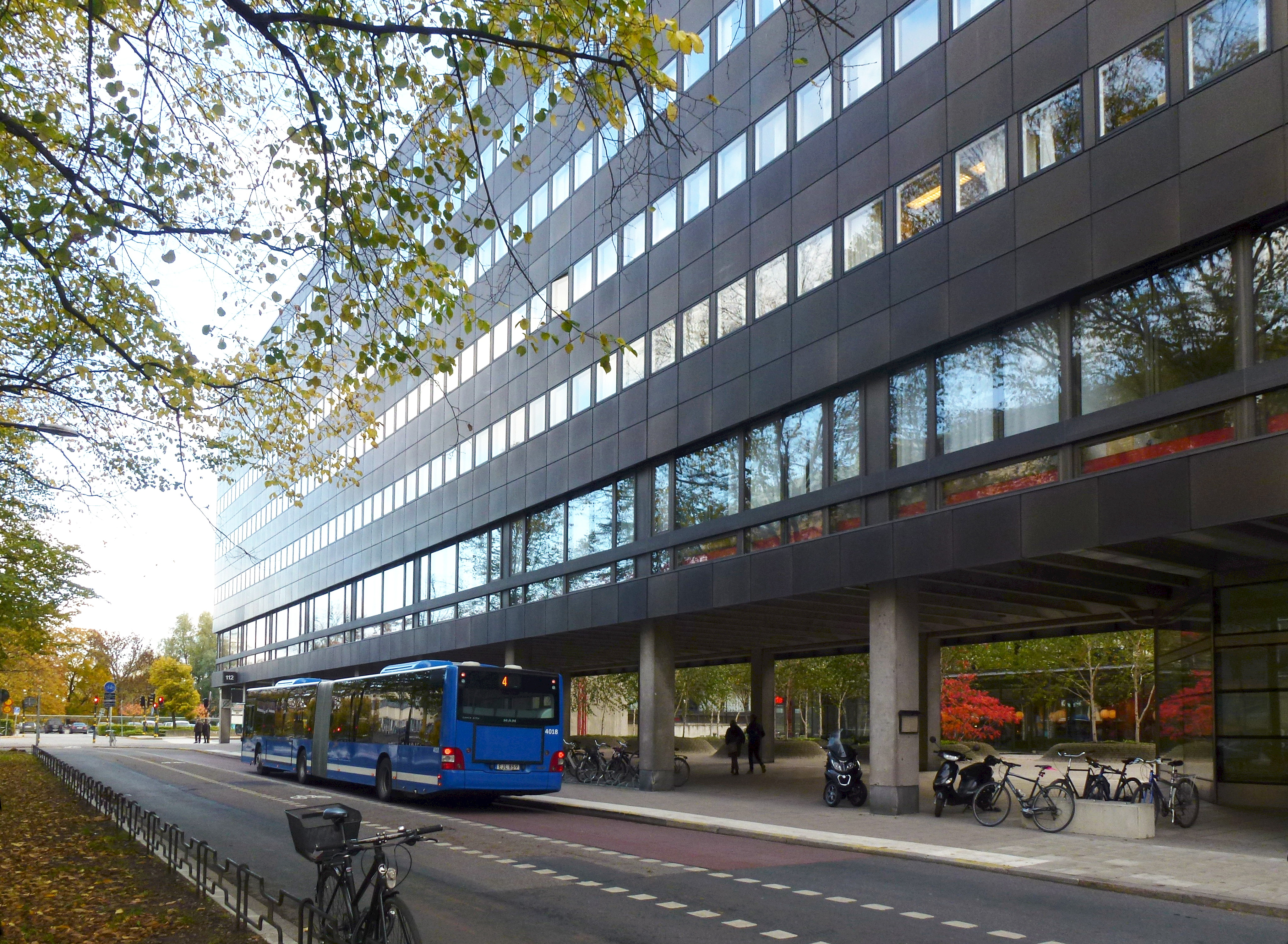
Garnison.
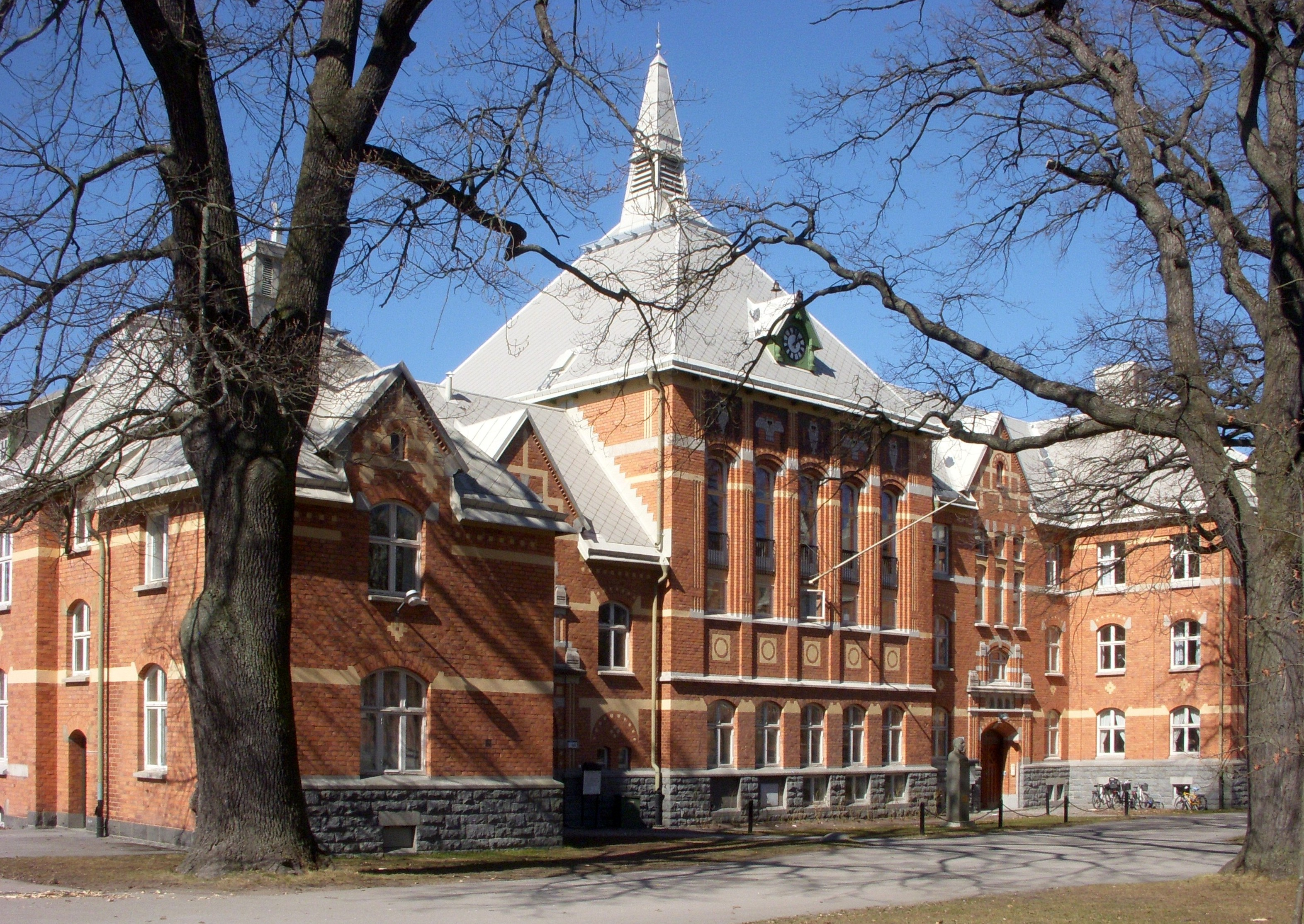
Institut vétérinaire.
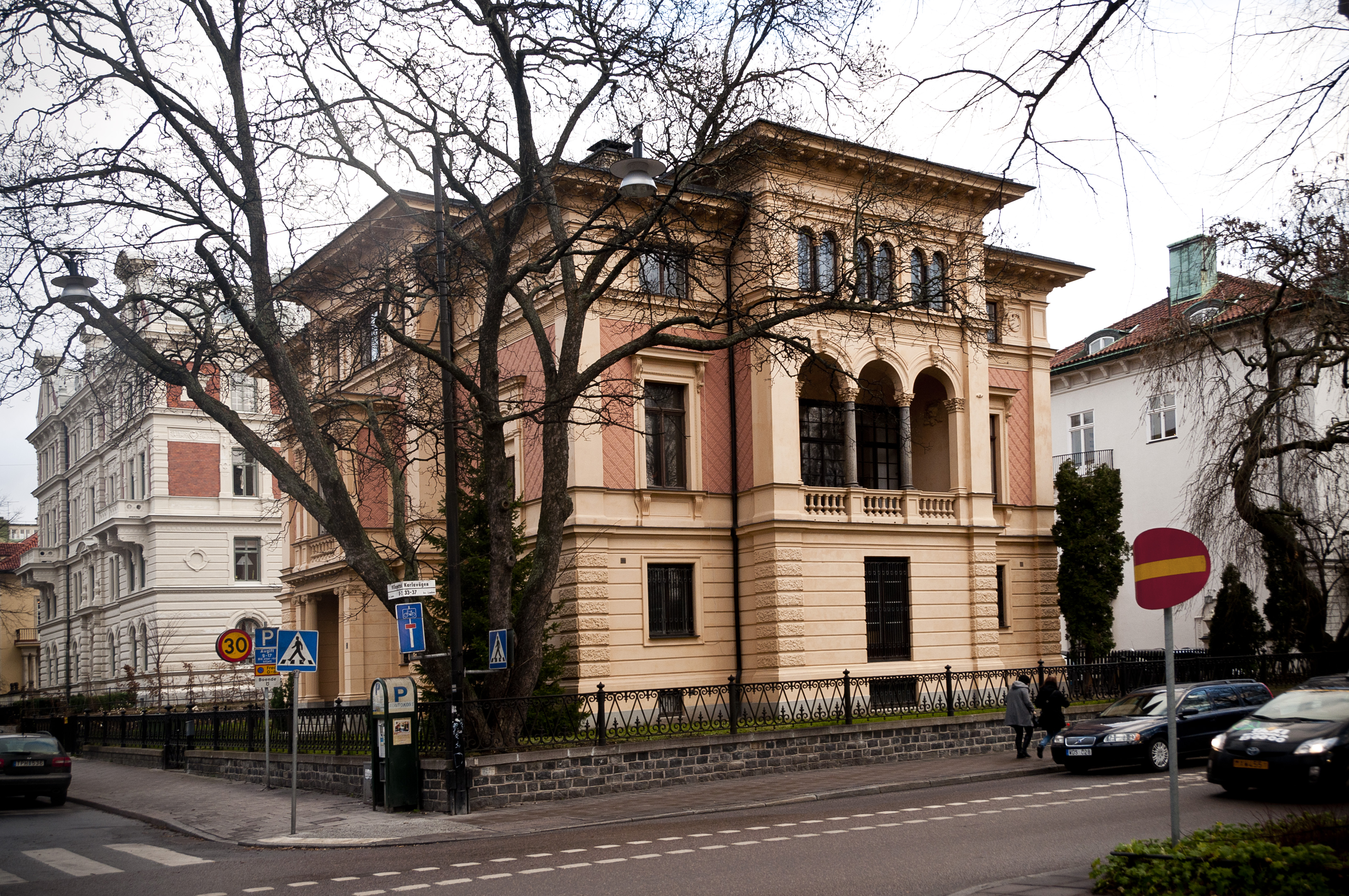
Adelsköldska villan.